# Stella Mariskerk

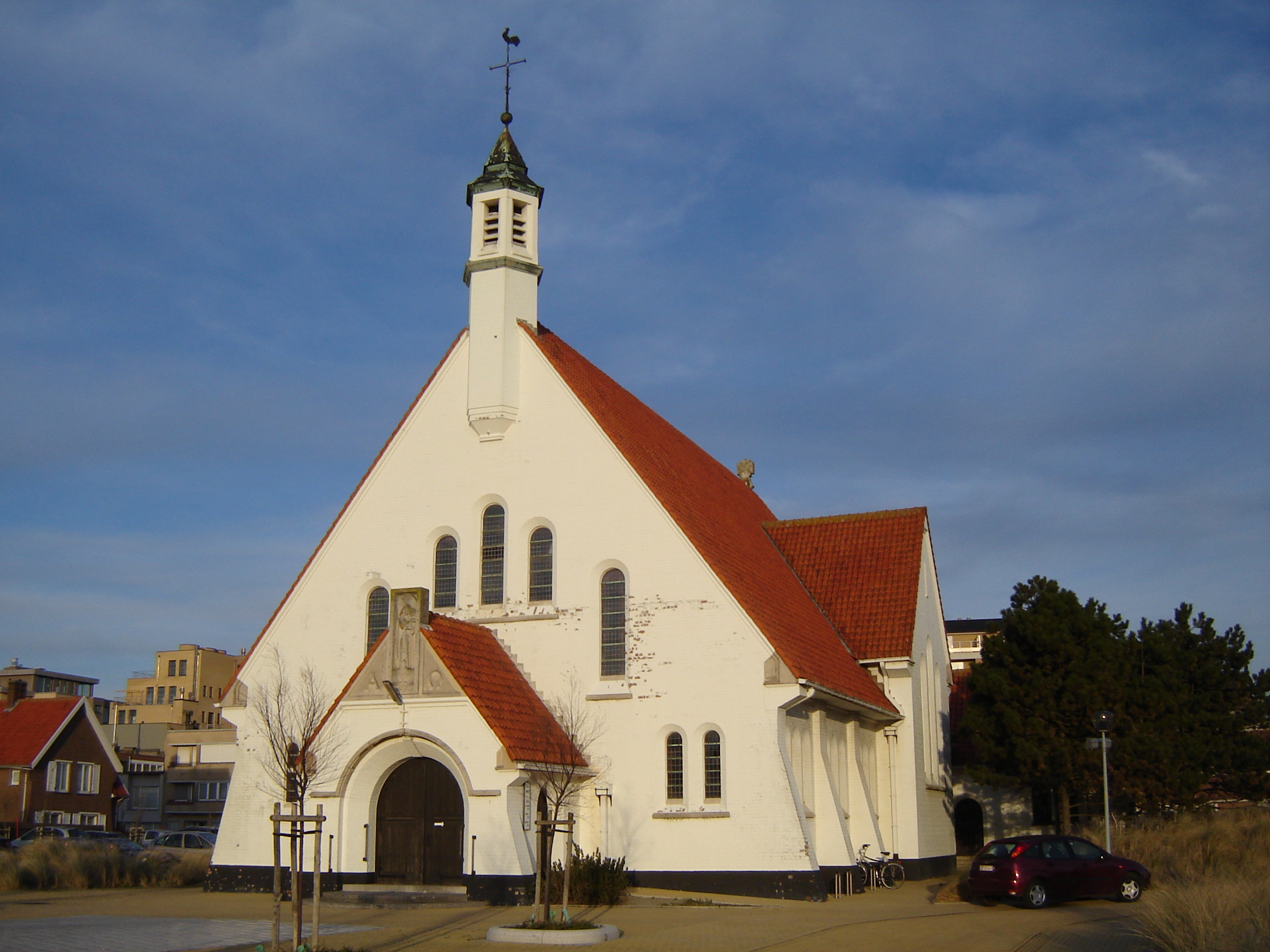
Stella Mariskerk

De Stella Mariskerk of Sterre der Zeekerk is een kerkgebouw in de tot de West-Vlaamse plaats Zeebrugge behorende Strandwijk, gelegen aan de Stella Marisstraat.

## Geschiedenis
In 1932 werd in de zich ontwikkelende badplaats Strandwijk een kapel opgericht. Deze raakte bouwvallig en in 1955 werd op de plaats van de kapel een kerk ingewijd, die een hulpkerk was van de Sint-Donatuskerk te Zeebrugge. Vanaf 2013 werden in deze kerk ook diensten gehouden voor de Roemeens-Orthodoxe Kerk, door de orthodoxe 12-apostelenparochie Biserica Ortodoxa "Sfintii Apostoli".

## Gebouw
Het betreft een witgeschilderd eenbeukig kerkje met neoromaanse stijlkenmerken. De kerk heeft een vlak afgesloten koor en een vlak afgesloten pseudotransept. De westgevel loopt uit in een klokkentorentje. Het interieur wordt overwelfd door een tongewelf.